# Droga magistralna A15 (Łotwa)
Droga magistralna A15 (łot. Autoceļš A15) - jedna z dróg magistralnych znajdujących się na obszarze Łotwy. A15 stanowi zachodnią obwodnicę Rzeżycy oraz jest fragmentem trasy europejskiej E262.